# Chiesa di Sant'Agostino (Benevento)
La chiesa di Sant'Agostino si trova nella città di Benevento, nel medievale Rione Trescene. Oggi la chiesa e l'annesso convento costituiscono un polo dell'Università degli Studi del Sannio.

## Storia
La Chiesa con l'annesso convento agostiniano sembra essere sorta intorno al 1300 su di un precedente tempio di Iside, non ancora riscoperto, benché l'esistenza sia attestata da vari reperti.
La chiesa godeva di sicura fama nel 1366, quando fra Donato da Benevento, che qui dimorava, fu nominato da Urbano V arcivescovo di Lepanto, e mandato nella Turchia Europea.
In questa casa religiosa fiorirono molti monaci beneventani dottori nelle scienze e nelle lettere, fra cui si distinsero il teologo Deodato da Benevento, il predicatore Donato Marra, che tradusse e commentò anche gli inni della chiesa, e Agostino Lepore, insegnante di filosofia, teologia, e storia ecclesiastica a Milano, Pavia e Bologna.
Nel 1605 nel convento alloggiò inoltre Maffeo Barberini, chierico della Camera Apostolica e futuro papa Urbano VIII, inviato da Clemente VIII insieme ad Alessandro Ludovico, Uditore del palazzo Apostolico, per chiarire i confini della città.
In questo convento vi «era famiglia numerosa», come scrisse lo storico locale Annecchini. Durante l'epidemia di peste del 1656, vi erano trenta religiosi più i novizi. Dal convento dipendevano quattro chiese: Sant'Andrea da Palofernis, San Matteo presso Porta Aurea, Santa Maria e Sant'Eustacchio.
La chiesa, rovinata dal sisma del 1688, fu riaperta al culto dall'arcivescovo Orsini (poi papa Benedetto XIII) nel 1714. Il Noviziato fu dismesso dopo la sua morte.
Il convento venne poi chiuso nel 1861, e la chiesa nel 1865. Nel 1920 fu inaugurata la nuova Parrocchia di Sant'Agostino, adiacente alla chiesa storica.

## Descrizione

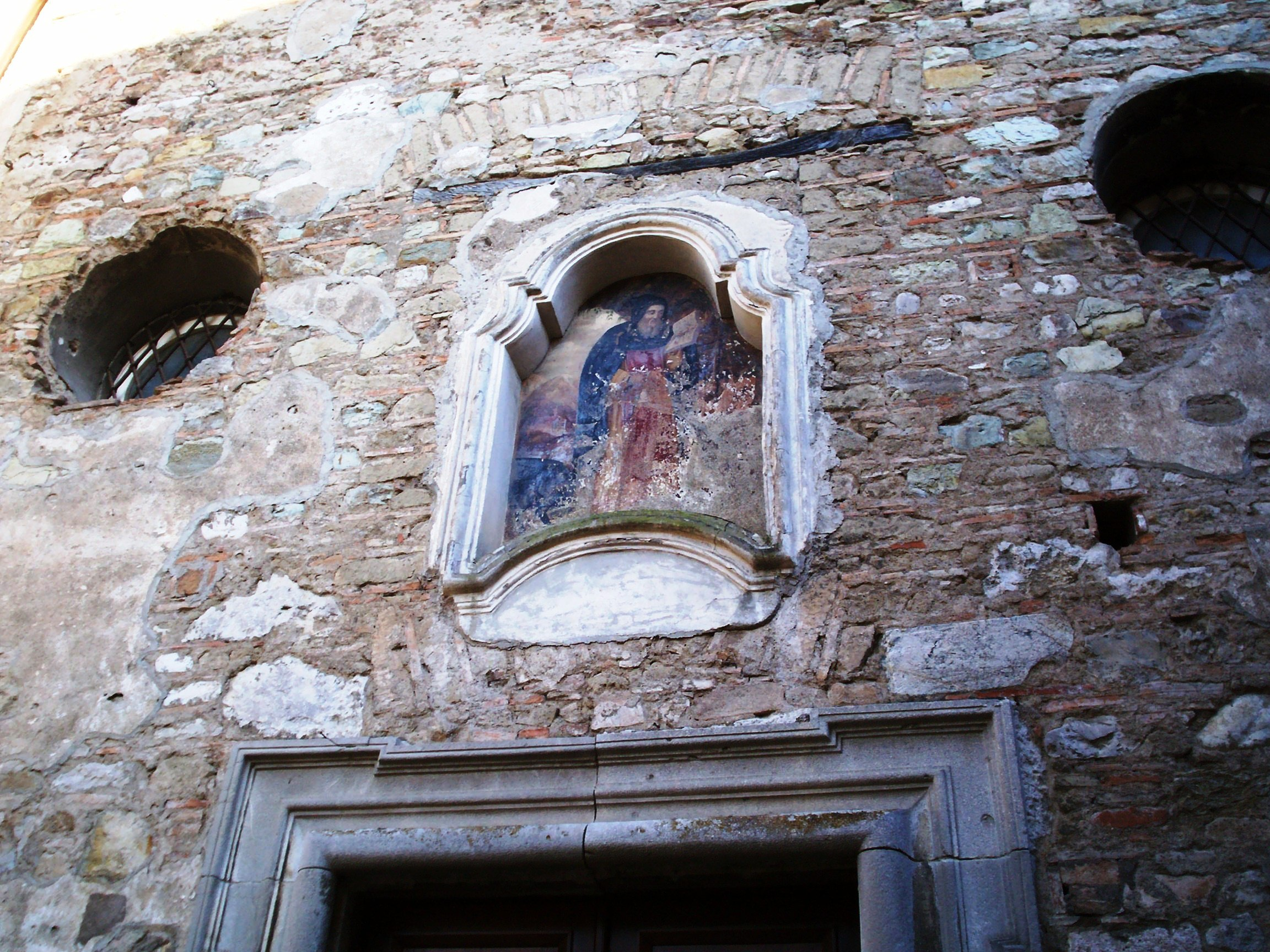
Particolare della facciata della confraternita di Sant'Antonio Abate, annessa alla chiesa

Il portale e la facciata sono del XIV secolo. La chiesa è a navata unica, con un'abside rettangolare; l'Altar maggiore, policromo, è sormontato da una tela di Sant'Agostino che lava i piedi a Cristo.
Lungo le pareti laterali vi sono altri sei altari; sui primi due a destra sono dipinti di Ignoto, e sul primo a sinistra una scultura lignea di San Nicola da Tolentino, anch'essa anonima.
Le pareti sono inoltre ornate da tele di Donato Piperno, tra cui La Madonna in trono e santi e una Deposizione.